# Convenção de Schengen
A Convenção de Schengen é um tratado da União Europeia que regula e organiza a abertura de fronteiras entre os países europeus signatários, e que foi inicialmente assinado a 19 de junho de 1990 pelo Benelux, Alemanha Ocidental e França, em aplicação do Acordo de Schengen de 1985.
O Acordo e a Convenção de Schengen, juntamente com todas as regras adotadas com base nos dois textos, juntamente com os acordos conexos, formam o Acquis de Schengen (Acervo de Schengen), integrado no quadro institucional e jurídico da União Europeia desde 1999 por força de um protocolo anexo ao Tratado de Amesterdão.
Para os cidadãos europeus e os seus familiares, a liberdade de circulação dentro da União Europeia também decorre da Diretiva 2004/38/EC1. O território assim delimitado é designado de Espaço Schengen, em homenagem à vila luxemburguesa de Schengen, localizada na margem do rio Mosela, onde o acordo entre os cinco Estados originais foi assinado a 14 de junho de 1985. A escolha deste local foi simbólica porque é uma tríplice fronteira entre Luxemburgo (e portanto, mais amplamente o Benelux), a Alemanha e a França (nas margens do rio Mosela). Apesar da primeira Convenção de Schengen datar de 1985, o Espaço Schengen só foi institucionalizado à escala europeia pelo Tratado de Amesterdão a 2 de outubro de 1997.
O Tratado de Lisboa, assinado a 13 de dezembro de 2007, alterou as normas jurídicas relativas ao Espaço Schengen, reforçando a noção do Espaço de liberdade, de segurança e de justiça (ELSJ). O seu objetivo foi a institucionalização de uma maior cooperação policial e judiciária e visou a convergência das políticas de vistos, asilo e imigração, nomeadamente através da substituição do método intergovernamental pelo método comunitário.
Os países signatários estão obrigados a praticar uma política comum no que diz respeito a vistos e têm de executar em permanência controlos reforçados nas fronteiras externas com os países terceiros de fora do Espaço Schengen. Pese embora em teoria já não existam controlos nas fronteiras internas do Espaço Schengen, estes podem ser instituídos, de forma temporária, sempre que se revelarem necessários para manter a ordem pública ou a segurança nacional. Em decorrência da Convenção de Schengen e do Tratado de Lisboa, apenas os cidadãos estrangeiros que possuam um visto de longa duração válido para um dos estados-membros é que podem circular livremente dentro do Espaço Schengen.

## Origem

Estados-membros da UE que participam
Estados-membros da UE que não participam mas estão obrigados a juntarem-se
Estados-membros da UE com uma cláusula de derrogação (opt-out)
Estados não membros da UE que participam
Estados não membros da UE que de facto participam
Estados não membros da UE com uma fronteira aberta

Após a assinatura do Acordo de Schengen que remonta a 1985, a Convenção de Schengen foi assinada em 1990 e entrou em vigor em 1995. Enquanto no início, na versão original de 1985, os artigos relativos à cooperação policial, imigração e asilo ainda se encontravam em minoria, atualmente já são a maioria (100 dos 142 artigos). A Convenção criou a noção de “fronteiras volantes”, obrigando os estados-membros a executarem em permanência controlos alfandegários, fronteiriços e migratórios móveis, em qualquer ponto interior do Espaço Schengen, quer se trate do controlo de bens ou de autorizações de residência (permissões de residência). A noção de “fronteira” evoluiu com esta Convenção, afastando-se de uma compreensão geográfica estrita para se tornar num conceito móvel, flutuante, sujeito à perceção em cada momento dos agentes aduaneiros e dos agentes de imigração e proteção de fronteiras.

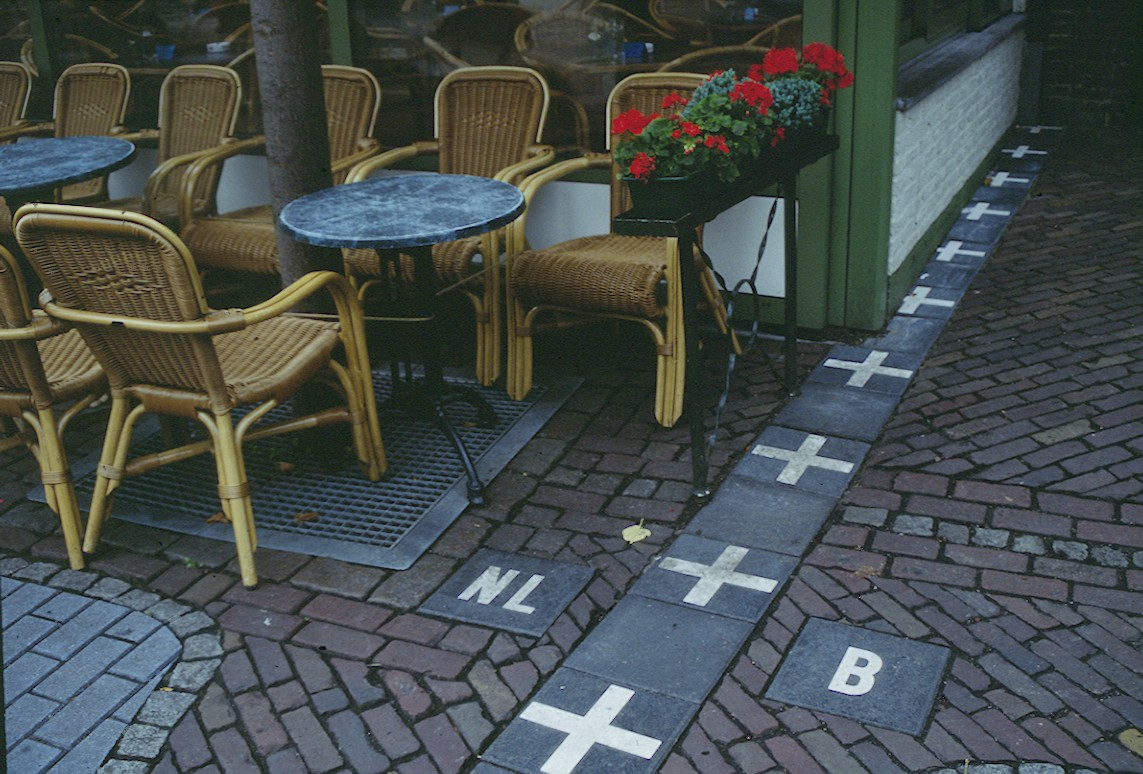
Fronteira interna do Espaço Schengen entre a Bélgica e os Países Baixos (entre o município belga de Baarle-Hertog e o município neerlandês de Baarle-Nassau).

Esta Convenção de aplicação do Acordo de Schengen foi ratificada pela Alemanha, países do Benelux (Bélgica, Países Baixos e Luxemburgo), França (19 de junho de 1990), Itália (27 de novembro de 1990), Espanha e Portugal (25 de junho de 1991). Os acordos entraram em vigor para estes sete países a partir de 26 de março de 1995, mas a França pediu um período probatório de três meses, durante o qual foram feitas verificações aleatórias nas fronteiras terrestres, enquanto eram levantadas nos aeroportos. Após a onda de ataques terroristas islâmicos do verão de 1995, a França restabeleceu todos os controlos, invocando assim o artigo 2.2 que prevê esta possibilidade “por um período limitado” e “quando a ordem pública ou a segurança nacional assim o exigirem”. A França acabou levantando todos os controlos a 26 de março de 1996, exceto nas fronteiras com a Bélgica e o Luxemburgo, por causa da tolerância neerlandesa com certas drogas. Isto valeu-lhe várias repreensões dos seus parceiros e, em 1996, o grupo Schengen definiu com maior precisão o alcance da cláusula de salvaguarda (Artigo 2.º, n.º 2).

### Expansão do espaço na sequência dos alargamentos da UE
A Convenção também foi assinada pela Grécia (6 de novembro de 1992) e pela Áustria (28 de abril de 1995), e, mais tarde, pela Dinamarca, Finlândia, Suécia (e também Noruega e Islândia de forma a ter em conta e preservar o tratado de livre circulação entre os países nórdicos) a 19 de dezembro de 1996.
A Noruega e a Islândia, que também são signatárias do Regulamento de Dublim, assinaram um acordo de cooperação com os estados-membros de Schengen em simultâneo com o acordo assinado com a Dinamarca, Finlândia e Suécia: estes três últimos, membros da UE, já tinham um regime de livre circulação incluindo a Noruega e a Islândia, designado por União Nórdica de Passaportes (Nordic Passport Union).
A Itália aplica esta Convenção desde 1 de julho de 1997, a Áustria e a Grécia aplicam-na desde 1 de dezembro de 1997; porém, o levantamento total das verificações de pessoas nas fronteiras aéreas e marítimas internas de Schengen não ocorreu na Grécia até 26 de março de 2000, enquanto que na Itália só foram levantados a 26 de outubro de 1997 e na Áustria a 1 de dezembro de 1997.

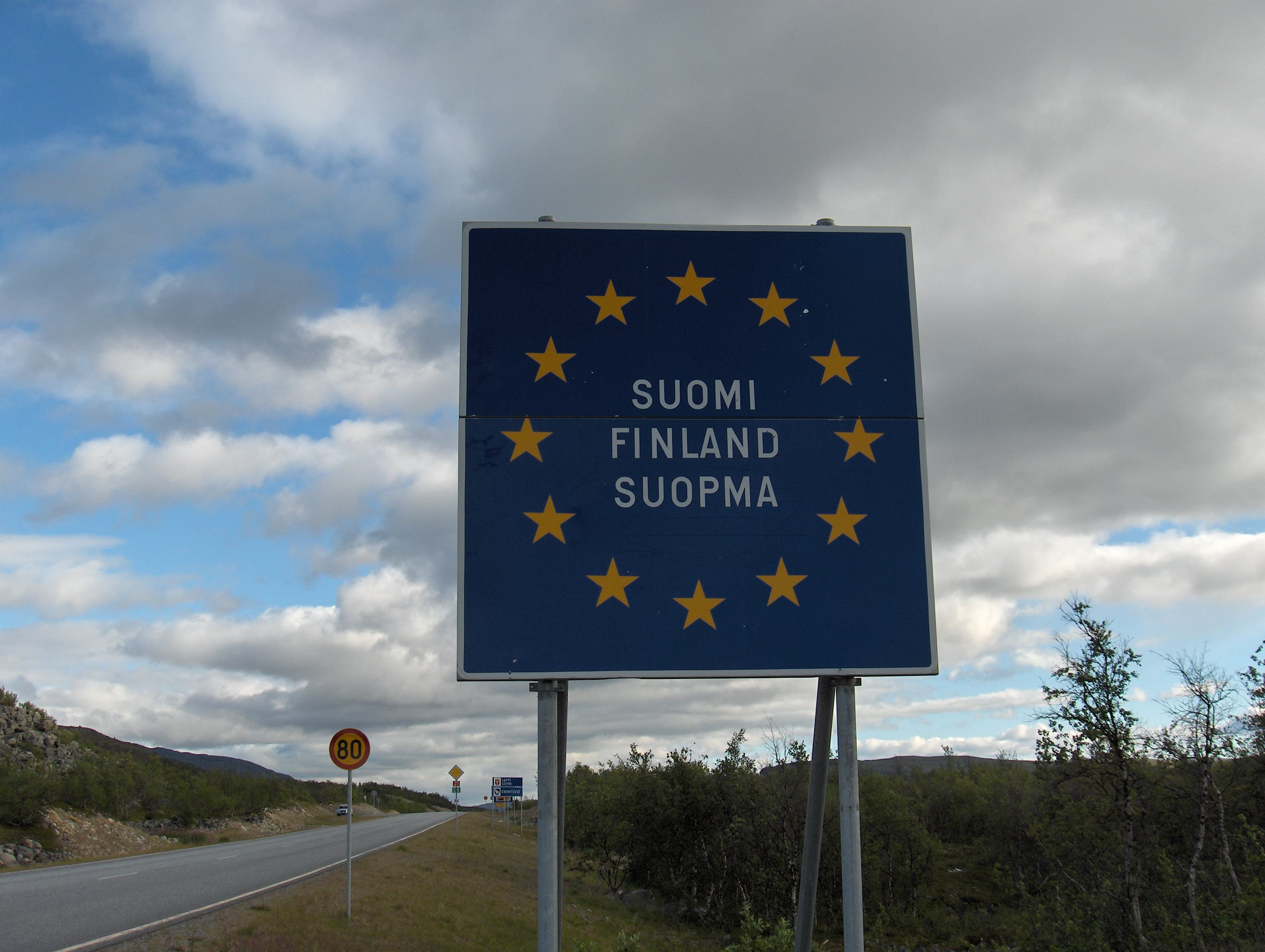
Sinal trilíngue (língua finlandesa, língua sueca e língua sámi) assinalando uma fronteira interna do Espaço Schengen perto de Kilpisjärvi, na Finlândia.

O Tratado de Amsterdão de 1997 prevê a incorporação do Acordo de Schengen aos demais tratados da União Europeia. Porém, a Irlanda e o Reino Unido não assinaram esta Convenção de Schengen, apesar do Reino Unido ter assinado o Regulamento de Dublim sobre a matéria de asilo. Com efeito, surgiram dificuldades no que diz respeito ao controlo das fronteiras em Gibraltar e à cooperação com a Espanha. Por outro lado, as questões relativas à livre circulação entre as Ilhas Britânicas (incluindo a Irlanda e as Ilhas Anglo-Normandas ou Ilhas do Canal) estão actualmente a ser examinadas e são objeto de um acordo específico (conhecido como o compromisso de Dublim) destinado a preservar os ganhos alcançados pelos dois espaços de liberdade de circulação, mas sobretudo para implementar o mecanismo de controlo comum previsto no sistema Schengen e que pode beneficiar de uma cooperação reforçada através de uma troca de informações entre os signatários do compromisso de Dublim (como o que foi feito para preservar os ganhos da liberdade de movimento entre os países nórdicos). Este sistema foi implementado pela primeira vez para o combate ao hooliganismo (através da partilha de denúncias de proibições adotadas contra determinadas pessoas), mas que agora se estende à prevenção do tráfico ilegal de bens, serviços ou pessoas.

### Extensão para a Suíça e o Liechtenstein
A 13 de maio de 2004, foram concluídas as negociações com a Suíça para a sua participação no Espaço Schengen e no Regulamento de Dublim. Submetida a referendo durante a votação popular de 5 de junho de 2005, a adesão foi aprovada por 54,6% dos eleitores. A Suíça tornou-se assim membro do Espaço Schengen, nas mesmas condições que os outros países não membros da União Europeia que fazem parte deste acordo, a Islândia e a Noruega. Esta adesão tornou-se efetiva assim que todos os países membros ratificaram o acordo com a Suíça, em fevereiro de 2008. De seguida, o processo de análise da implementação foi concluído em novembro de 2008. A 12 de dezembro de 2008, à meia-noite, a Confederação Suíça ingressou no Espaço Schengen. Porém, as mercadorias continuam a ser verificadas nas alfândegas das fronteiras porque a Suíça optou por não concluir o estabelecimento de uma união aduaneira bilateral com a União Europeia.
O Liechtenstein também se encontrava preocupado porque desde 1924 o Principado está unido ao território aduaneiro suíço e constitui parte integrante dele. Para além disso, o Liechtenstein também assinou a 28 de fevereiro de 2008 um acordo para a sua integração formal no Espaço Schengen, que foi ratificado a 7 de março de 2011. Após um processo de análise nas áreas da proteção de dados, cooperação policial e judiciária, e Sistema de Informação de Schengen (SIS) com a cooperação dos Gabinetes SIRENE (Informações Suplementares Pedidas na Entrada Nacional, em inglês: Supplementary Information Request at the National Entries), a adesão do Liechtenstein ao Espaço Schengen pode ser confirmada a 18 de dezembro de 2011.

## Medidas de acompanhamento

### Possibilidade de restabelecimento de fronteiras
O n.º 2 do Artigo 2.º permite o restabelecimento temporário do controlo de pessoas nas fronteiras ou em certas regiões de um país membro de Schengen por razões de ordem pública ou de segurança nacional.
Os estados-membros podem determinar livremente o alcance das noções de ordem pública, segurança nacional ou saúde pública, de acordo com a sua legislação e de acordo com a sua jurisprudência nacional, mas tal não se aplica no âmbito do direito comunitário. Porém, os acordos preveem que qualquer medida de restrição de circulação tomada por estes motivos de ordem pública, segurança nacional ou saúde pública, deve respeitar a Convenção Europeia dos Direitos Humanos, obedecer ao princípio da proporcionalidade e ser motivada por uma ameaça real e suficientemente grave que afete um bem fundamental para o superior interesse do país.
A gestão da crise migratória na Europa conduziu, nomeadamente, ao restabelecimento temporário das fronteiras internas do Espaço Schengen. Assim, perante o afluxo de candidatos a asilo, cujo número atingiu a cifra de um milhão em 2015, a Alemanha, apesar de ter promovido uma política de acolhimento, foi a primeira a restabelecer a sua fronteira com a Áustria, a 13 de setembro de 2015.
Segundo o político italiano Paolo Gentiloni, existe o risco de os países da Europa procurarem fechar as suas fronteiras, causando o colapso do Acordo de Schengen. Para Pascal Lorot, presidente do Institut Choiseul, Angela Merkel, ao escancarar as portas da Europa, carrega a responsabilidade pelas ondas de protestos que surgiram na Europa Central e pela desconfiança de outros países contra um desejo considerado hegemónico e que tem destruido o que de melhor funcionava na União Europeia, ou seja, a liberdade de circular por toda os estados-membros sem restrições, porque as restrições temporárias à liberdade de movimento podem-se tornar permanentes.
Porém, deve-se lembrar que o Acordo de Schengen não diz respeito à livre circulação (a livre circulação é regulada pelo Espaço de liberdade, de segurança e de justiça, ELSJ). O Acordo de Schengen diz respeito às medidas de segurança tomadas para permitir a livre circulação, incluindo a possibilidade de restabelecer as fronteiras em tempos de crise.

### Decisão de entrada de nacionais de países terceiros
Uma entrada imediata de um nacional de um país terceiro no Espaço Schengen não implica a aceitação definitiva dessa entrada, uma vez que qualquer decisão de proibição de entrada no Espaço Schengen pode sempre ser tomada e notificada ao interessado no prazo de (3) três meses a contar da entrada provisória no Espaço Schengen; somente o estado-membro de entrada pode tomar a sua decisão de aceitar ou recusar um indivíduo, e esse estado-membro é obrigado a manter e partilhar todos os dados e relatórios relativos a esse indivíduo de acordo com a sua legislação nacional. Porém, os demais estados-membros signatários podem notificar a sua análise de risco ao estado-membro da entrada, que fica obrigado a inserir e comunicar o alerta no Sistema de Informação de Schengen (SIS) para partilha com os demais países do Espaço Schengen.
Para além disso, em caso de utilização de documentos falsos aquando de uma entrada no Espaço Schengen (nomeadamente nos casos de divergência entre o tipo de visto portado e os reais propósitos da estadia ou viagem, ou declarações falsas dos recursos financeiros ou meios de subsistência ou do bilhete da viagem de regresso, os obrigatórios seguros de viagem de assistência ao regresso, ou os obrigatórios seguros de saúde com cobertura do período legal da estadia, ou documentos de identidade falsos), o estado-membro de entrada fica obrigado ao cancelamento por tempo indeterminado da decisão provisória de permitir a entrada de um indivíduo, de acordo com a Convenção Europeia dos Direitos Humanos e a legislação nacional, mas apenas pelo estado-membro de entrada, o único que pode eliminar uma indicação e cancelar uma autorização de entrada no Sistema de Informação de Schengen (SIS). Na prática, evita-se a constituição de processos múltiplos e contraditórios para o mesmo indivíduo, evita-se os conflitos entre as legislações nacionais que poderiam atrasar uma Decisão de Regresso ou uma Ordem de Afastamento no âmbito da Diretiva de Retorno, mediante múltiplos recursos judiciários, reduzindo-se assim os possíveis recursos para os criminosos, nomeadamente na luta contra o crime de tráfico de seres humanos (TSH).
Para os visitantes de fora do EEE, o período legal de estadia à entrada é de 90 dias por cada período de 180 dias após a primeira entrada legal no Espaço Schengen, independentemente do número de países visitados. Findo este prazo, deixa de ser autorizada a presença no território de qualquer estado-membro do Espaço Schengen, devendo o nacional do país terceiro refazer um novo procedimento de entrada e conseguir provar que residiu fora do Espaço Schengen ou do EEE durante os últimos 90 dias, a fim de ser autorizado a poder voltar a entrar no Espaço Schengen. Para o provar, é aposto com o carimbo um visto de saída à saída do Espaço Schengen, no mesmo formulário fornecido com o passaporte à entrada (porém, o visitante pode apresentar um comprovativo de residência fora do Espaço durante os últimos 90 dias por qualquer outro meio, nomeadamente por comprovativo de entrada ou vistos de saída noutro estado-membro, ou prova nominativa da deslocação para fora do Espaço).
As medidas de acompanhamento permitem, porém, que o visitante evite, por vezes, um certo número de formalidades, nomeadamente a obrigatoriedade do seguro de viagem de assistência ao regresso, ou de um seguro de saúde, caso o visitante se encontrar apenas em trânsito temporário num ponto de troca de trânsito internacional (portos, estações, aeroportos, etc.), onde pode permanecer legalmente por um período de tempo limitado. Se, para fazer uma viagem de ligação, tiver de sair de uma zona de trânsito internacional, deverá apresentar-se aos controlos fronteiriços, alfandegários e migratórios, e indicar a sua zona de trânsito ou de destino, por exemplo para a correspondência de uma estação para outra. Geralmente, estas transferências de viajantes não-Schengen têm de ser realizadas por operadores turísticos que fornecem às autoridades as listas de viajantes para os quais fornecem transporte de conexão de uma zona de trânsito para outra zona de trânsito.